# حملة الفلبين (1941-1942)
حملة الفلبين (باللغة الفلبينية:Kampanya sa Pilipinas أو Labanan sa Pilipinas: والتي تعني حرفيًا؛ حملة الفلبين أو معركة الفلبين)، وهي معركة الفلبين أو سقوط الفلبين؛ التي جرت في 8 ديسمبر 1941 -8 مايو 1942، نتيجة لغزو الفلبين من قبل الإمبراطورية اليابانية؛ ودفاع الولايات المتحدة والقوات الفلبينية عن الجزر الفلبينية خلال الحرب العالمية الثانية.
بدأ اليابانيون الغزو بحرًا، من فورموزا التي تبعد بنحو 200 ميل (320 كم) من شمال الفلبين. وكان عدد قوات الدفاع من جانب الفلبين يفوق عدد اليابانيين باثنين لثلاثة أضعاف، غير أنها كانت قوة مختلطة من عناصر غير قتالية ذات خبرة متواضعة، ومن الحرس الوطني، ومن عناصر شرطية ووحدات الكومنولث حديثة النشأة. في بداية الحملة استخدم اليابانيون قوات الخط الأول، وتمكنوا بفضل حشد قواتهم من تحقيق اجتياح سريع لأغلب منطقة لوزون خلال الشهر الأول.
اتخذت القيادة العليا اليابانية، اعتقادًا منها بأنها قد فازت بالحملة، قرارًا استراتيجيًا بأن تقدم جدولها الزمني للعمليات في بورنيو وإندونيسيا لمدة شهر، فسحبت أفضل كتائبها ومعظم قواتها الجوية في أوائل يناير 1942. وقد مكَّن ذلك، بالإضافة إلى قرار قوات الدفاع بالانسحاب إلى موقع دفاعي في شبه جزيرة باتان، الأميركيين والفلبينيين من الصمود بنجاح لمدة أربعة أشهر أخرى.
غالبًا ما يعتبر غزو اليابان للفلبين أسوأ هزيمة عسكرية في تاريخ الولايات المتحدة. إذ سقط نحو 23,000 جندي أمريكي بين قتيل وأسير، بينما بلغ مجموع القتلى والأسرى من الجنود الفلبينيين نحو  100,000جندي.

## الخلفية

### النشاط الياباني

#### الأهداف
خطط اليابانيون لاحتلال الفلبين كجزء من خطتهم لشن «حرب شرق آسيا الكبرى»، والتي استولت فيها مجموعات قوات حملة الجنوب على مصادر المواد الخام في مالايا وجزر الهند الشرقية الهولندية، في حين عمل الأسطول الموحد على تحييد خطر أسطول الولايات المتحدة في المحيط الهادئ.
أُنشئت قوات حملة الجنوب في 6 نوفمبر 1941 بقيادة اللواء هيسيتشي تيراوتشي، والذي كان في السابق وزيرًا للحربية. أُمرت قوات حملة الجنوب بالاستعداد للحرب في حالة عدم نجاح المفاوضات مع الولايات المتحدة في تحقيق الأهداف اليابانية بشكل سلمي. كان تحت قيادة تيراوتشي ما يعادل أربعة جيوش من الفيالق، تضم عشر فرق وثلاثة ألوية، بما في ذلك الجيش الرابع عشر. كانت العمليات ضد الفلبين ومالايا ستنفَّذ في وقت واحد عندما يصدر الأمر من القيادة العامة للإمبراطورية.
كان لغزو الفلبين ثلاثة أهداف:
- منع استخدام الفلبين كقاعدة تقدمية لعمليات القوات الأمريكية.
- الحصول على مناطق تجمع وقواعد إمداد لتعزيز العمليات ضد جزر الهند الشرقية الهولندية.
- تأمين خطوط الاتصال بين المناطق المحتلة في الجنوب والجزر اليابانية الرئيسية.

#### قوات الغزو
أوكل تيراوتشي مهمة غزو الفلبين للجيش الرابع عشر، بقيادة اللواء ماساهارو هوما. مع توفير الدعم الجوي للعمليات البرية من قبل المجموعة الجوية الخامسة، التي نُقلت من منشوريا إلى فورموزا، وستكون تحت قيادة الفريق هيديوشي أوباتا. ومع تكليف قوة الفلبين بالغزو البرمائي تحت إشراف نائب الأميرال أيبو تاكاهاشي، مستخدمة الأسطول الثالث لبحرية الإمبراطورية اليابانية؛ مدعومةً بالطيران الأرضي التابع للأسطول الجوي الحادي عشر لنائب الأميرال نيشيزو تسوكاهارا.
كان الجيش الرابع عشر يضم فرقتي مشاة من الخط الأول، هما الفرقة السادسة عشرة (سوسومو موريوكا) والفرقة الثامنة والأربعين (يوتسو تسوتشيهاشي) من أجل غزو واجتياح لوزون، بالإضافة إلى السرية الخامسة والستين كقوة حامية. كانت الفرقة الثامنة والأربعون (يوتسو تسوتشيهاشي) -والتي تتخذ من فورموزا قاعدة لها وعلى الرغم من عدم خبرتها القتالية تعتبر واحدة من أفضل وحدات الجيش الياباني، وقد تلقت تدريبًا خاصًا على العمليات البرمائية، وقد كُلِّفت بمهمة الهبوط الرئيسي في خليج لينغين. كُلِّفت الفرقة السادسة عشرة (سوسومو موريوكا)؛ بمهمة الهبوط في خليج لامون، وذلك باعتبارها واحدة من أفضل الفرق التي ما تزال متاحة في اليابان نفسها، والتي تشكلت عناصرها من جزر ريوكيو وبالاو. كان الجيش الرابع عشر يضم أيضًا كتيبتا الدبابات الرابعة والسابعة، وخمس كتائب مدفعية ميدانية، وخمس كتائب مدفعية مضادة للطائرات، وأربع سريات مضادة للدبابات، وكتيبة مدافع هاون. وضمت قوات دعم الجيش الرابع عشر مجموعة قوية استثنائية من المهندسين العسكريين ووحدات الجسور.
نتيجة للغزو، عُزز الأسطول الثالث بأسطولين مدمرين وبسفينة حربية تابعة للأسطول الثاني، وبحاملة طائرات ريخو التابعة للأسطول الجوي الأول. وكانت قوة الفلبين تتألف من حاملة طائرات، وخمس طرادات ثقيلة، وخمس طرادات خفيفة، و29 مدمرة، واثنتين من ناقلات الطائرات المائية، بالإضافة إلى كاسحات ألغام وزوارق حربية.
بلغ القوام الجوي المشترك للجيش والبحرية المخصص لدعم عمليات الهبوط نحو 541 طائرة حربية. وتألف الأسطول الجوي الحادي عشر من اثنين من الأساطيل الصغيرة؛ هما الأسطول الجوي الحادي والعشرين والثالث والعشرين، والذي بلغ قوامه المشترك نحو 156 قاذفة قنابل من طراز «جي 4 إم» (بيتي) و«جي ثري إم» (نيل)، ونحو 107 مقاتلات من طراز «إيه 6 إم زيرو»، بالإضافة إلى طائرات بحرية وطائرات استطلاع. تمركز معظم ذلك في تاكاو، وأرسل ثلثهم تقريبًا إلى الهند الصينية في الأسبوع الأخير من نوفمبر لدعم العمليات في مالايا. ووفرت سفينة «ريخو» نحو 16 مقاتلة إضافية ونحو 18 طائرة طوربيد، وتضمنت السفن السطحية نحو 68 طائرة مائية لأغراض البحث والمراقبة، بما يشكل نحو 412 طائرة بحرية بشكل كلي. وتضمنت المجموعة الجوية الخامسة كتيبتين مقاتلتين، وفوجًا من قاذفات القنابل الخفيفة، وفوجًا من قاذفات القنابل الثقيلة، بلغ مجموعها نحو 192 طائرة: 76 قاذفة من طراز (كاي آي – 21) «سالي»، ومن طراز (كاي آي – 48) «ليلي»، ومن طراز (كاي آي - 30) «آن»؛ و36 مقاتلة من طراز (كاي آي - 27) «نيت»، و19 طائرة مراقبة من طراز (كاي آي – 15) «بابس» ومن طراز (كاي آي – 36) «آي دي».

## جدل سلاح الجو في الشرق الأقصى
وصلت الأخبار إلى الفلبين أن هجومًا على بيرل هاربر قيد التقدم في الساعة 2:20 صباحًا بالتوقيت المحلي في 8 ديسمبر 1941. أجرت طائرات قوات جيش الولايات المتحدة في الشرق الأقصى بالفعل بحثًا جويًا عن الطائرات القادمة التي أُبلغوا عنها بعد منتصف الليل بقليل، ولكنها كانت طائرات استطلاع يابانية تبلغ عن أحوال الطقس. في الساعة 3:30 صباحًا، سمع العميد ريتشارد ساذرلاند، رئيس أركان الجنرال دوغلاس ماك آرثر، عن الهجوم من بث إذاعي تجاري. في الساعة 5:00 صباحًا، أبلغ قائد قوات جيش الولايات المتحدة في الشرق الأقصى الجنرال بريريتون مقر القيادة وحاول رؤية ماك آرثر، لكنه لم ينجح بذلك. أوصى لرئيس أركان ماك آرثر، العميد الجنرال ريتشارد ساذرلاند، أن قوات جيش الولايات المتحدة في الشرق الأقصى أطلقت مهام قصف ضد فورموسا وفقًا لتوجيهات خطة حرب راينبو 5. أخبروا بريريتون أيضًا عن هجوم ضد حاملة الطائرات الأمريكية ويليام بي بريستون في دافاو باي. حُجب الإذن، ولكن بعد ذلك بوقت قصير، ردًا على برقية من الجنرال جورج سي مارشال تطلب من ماك آرثر تنفيذ عملية راينبو 5، أُمر بريريتون بالاستعدادًا للموافقة عليه لاحقًا.
من خلال سلسلة من المناقشات والقرارات المتنازع عليها، لم يوافَق على الغارة الأولى حتى الساعة 10:15 صباحًا بالتوقيت المحلي، وحدث الهجوم قبل غروب الشمس مباشرة، مع غارة أخرى عند فجر اليوم التالي. في غضون ذلك، تأخرت الخطط اليابانية لمهاجمة حقول كلارك إيبا باستخدام قاذفات بحرية أرضية ومقاتلات زيرو ست ساعات بسبب الضباب في قواعد فورموزا، وهاجمت مهمة صغيرة للجيش الياباني أهدافًا في الطرف الشمالي من لوزون. في الساعة 08:00 صباحًا، تلقى بريريتون مكالمة هاتفية من الجنرال هنري أرنولد يحذره من السماح لهجوم طائرته وهي لا تزال على الأرض. أطلقت قوات جيش الولايات المتحدة في الشرق الأقصى ثلاث دوريات مقاتلة وجميع قاذفاتها الصالحة للاستخدام على لوزون بين الساعة 08:00 و08:30 صباحًا كخطوة احترازية. بعد أن أعطى ماك آرثر بريريتون الإذن الذي سعى إليه في الساعة 10:15 صباحًا، أمر القاذفات بالهبوط والاستعداد لغارة ما بعد الظهر على فورموزا. بدأت أسراب المطاردة الثلاثة في النفاد من الوقود وقطعت دورياتها في نفس الوقت.
أجرت صواريخ كورتيس P-40B الاعتراضية التابعة لسرب المطاردة العشرين دوريات في المنطقة بينما هبطت القاذفات في حقل كلارك بين الساعة 10:30 والساعة 10:45. هبط سرب المطاردة السابع عشر، المتمركز في حقل نيكولز أيضًا في حقل كلارك وزُوّدت طائراته بالوقود أثناء تناول الطيارين وجبة الغداء، ثم وضع طياريها في حالة تأهب بعد الساعة 11:00 بوقت قصير. كانت جميع قاذفات حقل كلارك B-17 على الأرض ما عدا اثنتين.
في الساعة 11:27 صباحًا و 11:29 صباحًا، رصد موقع الرادار في حقل إيبا غارتين قادمتين بينما كان أقرب موقع على بعد 130 ميلًا. نُبّه مقر قوات جيش الولايات المتحدة في الشرق الأقصى ومركز القيادة في حقل كلارك، وهو تحذير وصل فقط إلى قائد مجموعة المطاردة، الرائد أورين إل جروفر، الذي ارتبك بسبب التقارير المتعددة والمتضاربة. أقلع سرب المطاردة الثالث من إيبا في الساعة 11:45 بتعليمات لاعتراض القوة الغربية، التي كان يُعتقد أن مانيلا هي هدفها، لكن تجزّأت الرحلات نتيجة مشاكل الغبار أثناء الإقلاع. أقلعت رحلتان من سرب المطاردة الحادي والعشرين في حقل نيكولز، وست طائرات من طراز P-40E، في الساعة 11:45، بقيادة الملازم الأول ويليام دايس. اتجهوا في البداية نحو حقل كلارك ولكن حُوّلوا إلى خليج مانيلا كخط دفاع ثان إذا فشل سرب PS الثالث. كانت الرحلة الثالثة والعشرين، التي أقلعت بعد خمس دقائق، متجهة نحو حقل كلارك، على الرغم من أن مشاكل المحرك في طائرات P-40E الجديدة قللت من أعدادها بمقدار اثنين. أقلع سرب المطاردة السابع عشر في تمام الساعة 12:15 ظهرًا من حقل كلارك، وأُمر بتسيير دوريات في باتان وخليج مانيلا، في حين أن الفرقة الرابعة والثلاثين في ديل كارمن لم تتلق أوامرها لحماية حقل كلارك ولم تنطلق. كان الـ 20 سربًا من الطائرات المشتتة في كلارك، جاهزة للإقلاع لكنها لم تتلق أمرًا من مقر المجموعة. وبدلًا من ذلك، رأى رئيس خط التشكيل القاذفات اليابانية وأمر قائد القسم الملازم الأول جوزيف إتش مور بالهجوم بنفسه.
على الرغم من تعقبها بالرادار وثلاثة أسراب مطاردات أمريكية في الجو، عندما هاجمت قاذفات القنابل اليابانية كوكوكانتاي 11 حقل كلارك في الساعة 12:40 مساءً شكلت مفاجأة تكتيكية. تفرق سربين من طراز B-17 على الأرض. كانت معظم قاذفات الـ P-40s من العشرين قاذفة تستعد للانتقال بعد أن صدمتها الموجة الأولى المكونة من 27 قاذفة يابانية ذات محركين من طراز ميتسوبيشي جي 3 ام (نيل)، ولكن تمكنت أربعة فقط من أصل عشرين من الإقلاع أثناء سقوط القنابل.
تبع ذلك هجوم قاذفة ثانية من طراز ميتسوبيشي جي 3 ام (بيتي)، واقتحام مقاتلات زيرو الميدان لمدة 30 دقيقة، مما أدى إلى تدمير 12 من أصل 17 قاذفة قنابل ثقيلة أمريكية موجودة وإلحاق أضرار جسيمة بثلاث قاذفات أخرى. أُرسلت طائرتين من طراز B-17 تالفين إلى مينداناو، حيث دُمرت إحداهما في تصادم أرضي.
نجح أيضًا هجوم شبه متزامن على الحقل الإضافي في إيبا إلى الشمال الغربي بواسطة 54 قاذفة من طراز (بيتي): دُمرت جميع قاذفات P-40 التابعة لسرب المطاردة الثالث، والتي كانت تعاني من نقص الوقود. هاجمت 12 طائرة من طراز P-40s الأسراب العشرين (الأربعة)، والـ 21 (الاثنان)، والـ 3 (الستة) لكن دون نجاح يذكر، وخسروا أربعة أسراب منهم على الأقل.
فقدت القوات الجوية للشرق الأقصى نصف طائراتها في الهجوم الذي استمر 45 دقيقة، ودُمرت بالكامل خلال الأيام القليلة التالية، بما في ذلك عدد من طائرات B-17 الباقية التي فقدت بسبب تحطم طائرات أخرى. اعترضت المجموعة الـ 24 آخر طائرة في 10 ديسمبر، وخسرت 11 من أصل 40 أو نحو ذلك من طراز P-40 التي أرسلتها، ودُمرت P-35s الباقية في ديل كارمن. في تلك الليلة، خُفّضت القوة القتالية لقوات جيش الولايات المتحدة في الشرق الأقصى إلى 12 B-17s و22 P-40s و8 P-35s. تقلبت قوة المقاتلات يوميًا حتى 24 ديسمبر، عندما جندت قوات جيش الولايات المتحدة في الشرق الأقصى جميع قواتها في باتان. حتى ذلك الحين، جُمّعت مقاتلات P-40s وP-35 معًا من قطع غيار مأخوذة من طائرات محطمة، وبقيت مقاتلات P-40Es مجمعة في مستودع الطيران الفلبيني. لم يعد حقل كلارك بعد ذلك حقلًا للقاذفات في 11 ديسمبر بعد استخدامه كقاعدة انطلاق لمهمات B-17. بين 17 و20 ديسمبر، سُحبت 14 طائرة B-17 الباقية إلى أستراليا. دُمرت كل الطائرات الأخرى التابعة لقوات جيش الولايات المتحدة في الشرق الأقصى.
لم يُجرى تحقيق رسمي بشأن هذا الفشل مثلما حدث في أعقاب بيرل هاربور. بعد الحرب، ألقى كل من بريريتون وسوذيرلاند باللوم على بعضهما البعض، وأصدر ماك أرثر بيانًا بعدم امتلاكه أي معلومات بأي توصية لمهاجمة فورموسا باستخدام مقاتلات B-17s. ولخص والتر دي إدموندز الكارثة: «في الفلبين، فشل أفراد قواتنا المسلحة تقريبًا بدون استثناء في التقييم الدقيق لسرعة وكفاءة سلاح الجو الياباني.» ونقل عن الجنرال إيميت أودونيل جونيور، الذي كان حينها رائدًا مسؤولًا عن طائرات B-17 التي أُرسلت إلى مينداناو، استنتاجه أن اليوم الأول كان «عملًا غير منظم» وأنه لم يكن أي أحد «مخطئًا حقًا» بسبب عدم توجه أي أحد إلى الحرب.